# Borja Mendia
Borja Mendia Sangroniz (Bilbao, País Vasco, 10 de noviembre de 1994), es un baloncestista español que mide 2,00 metros y cuyo equipo es el Zornotza Saskibaloi Taldea. Juega en la posición de ala-pívot.

## Carrera deportiva
Nacido en Bilbao, llegó al Bilbao Basket en 2013 con 18 años procedente del Loyola Indautxu. Durante la campaña 2013-2014 jugó la Adecco Plata con el Zornotza en calidad de cedido.
Su debut con el Bilbao Basket en la liga ACB fue en la 1ª jornada de la Liga ACB 2014-15 contra el Montakit Fuenlabrada. Durante la temporada ha tenido pocos minutos de juego, con una media de 2 minutos por partido.

## Trayectoria
- Categorías inferiores del Loyola Indautxu.
- 2013-14. Zornotza. Adecco Plata.
- 2014-15. Zornotza. Adecco Plata.
- 2014-15. Bilbao Basket y Zornotza. Liga ACB y LEB Plata. Disputa 9 partidos.